# 印旛県
印旛県（いんばけん）は、1871年（明治4年）の第1次府県統合の際、下総国内の管轄のために設置された県。現在の千葉県北西部と茨城県南西部、および埼玉県東部のごく一部を管轄した。
県庁は印旛郡佐倉（現在の佐倉市）に置くこととされたが、実際には佐倉に県庁が置かれることはなく、数度の移転のすえ最終的には葛飾郡加村（現在の流山市）に置かれた。印旛県は1873年（明治6年）に廃止され、新たに発足した千葉県の一部となった。

## 沿革

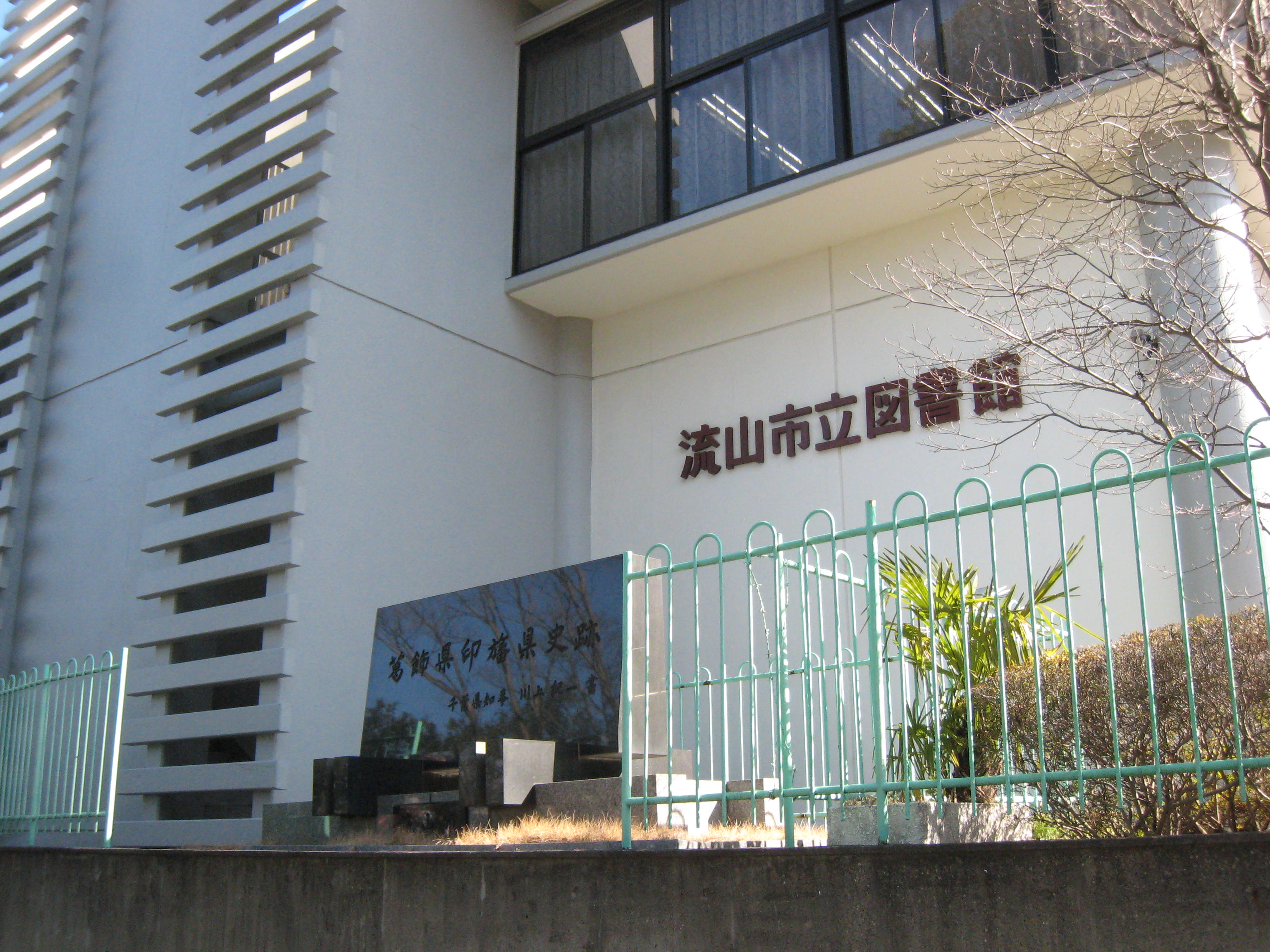
千葉県流山市にある葛飾県印旛県庁跡の碑。

1871年8月29日（明治4年旧暦7月14日）に廃藩置県が行われ、旧幕府領の県に加え、300にも上る県が成立した。そのために行政に支障を来したことから、明治政府は1871年12月25日（明治4年旧暦11月14日）に府県の統合（第1次府県統合）を実行した。
下総国内では、旧幕府領を管轄する葛飾県、旧藩領を管轄する6県（佐倉県、古河県、関宿県、結城県、生実県、曾我野県）と国外の県の飛地領を統合し、9郡の区域をもって印旛県が発足した。下総国のうち香取郡・匝瑳郡・海上郡は新治県の管轄となった。
県庁の立地は旧佐倉藩の城下町であった印旛郡佐倉に決定し、県名は郡名から定められた。ところが、佐倉に適当な庁舎候補地がなかったことから、臨時事務所を東京府薬研堀（現東京都中央区東日本橋二丁目）の旧下総知県事仮事務所（薬研堀御役所）に設置。その後、県庁を葛飾郡本行徳村字寺町の徳願寺境内（現在の千葉県市川市本行徳5番22号）に移転したが、交通が不便であったことから、葛飾郡加村字坂之台（現在の千葉県流山市加一丁目の流山市立博物館付近）の旧葛飾県庁に移転した。一説には、東京から近い場所に県庁を設置したいという県側の思惑があったといわれている。佐倉と関宿には支所が設置された（関宿への設置は翌1872年）。
1873年（明治6年）2月7日、初代県令の河瀬秀治が群馬県兼入間県県令に転任すると、隣の木更津県権令の柴原和が両県の権令を兼務した。そして、1873年6月15日に印旛県は木更津県と合併されて千葉県が設置され、県庁は両県の境に近い千葉郡千葉町に設置。柴原が引き続き初代権令・初代県令となった。

### 年表
●は太政官布告の日付であり、実施日と異なる場合がある。
- 1871年（明治4年）
  - 11月13日● - 佐倉県、古河県、関宿県、結城県、生実県、曾我野県、葛飾県の7県が合併して印旛県が成立。豊岡県（旧峰山県）の下総国猿島郡のうち、淀県の下総国相馬郡・印旛郡・埴生郡のうちの各飛地領を編入する一方、古河県の美作国久米南条郡のうち、摂津国島下郡・菟原郡・西成郡・住吉郡のうちの飛地領を一時的に管轄。
  - 11月15日● - 美作国久米南条郡の飛地領を北条県に移管。
  - 11月20日● - 摂津国島下郡・西成郡・住吉郡の飛地領を大阪府に、同国菟原郡の飛地領を兵庫県にそれぞれ移管。
- 1873年（明治6年）
  - 2月7日 - 木更津県権令の柴原和が印旛県権令を兼務。
  - 6月15日 - 木更津県と合併されて千葉県が設置。以って印旛県は廃止。

## 管轄区域
人口45万6,689人（房総通史）。区域の詳細は各郡の項目を参照。矢印の右は旧管轄県。●は印旛県の管轄区域外に所在した県の飛地。
- 下総国
  - 結城郡（現茨城県） ←結城県、若森県
  - 猿島郡（同上） ←古河県、関宿県、葛飾県、●峰山県、●壬生県
  - 岡田郡（同上） ←若森県、●牛久県
  - 豊田郡（同上） ←若森県、●牛久県、●龍ヶ崎県、●烏山県
  - 葛飾郡（のちの千葉県東葛飾郡、埼玉県中葛飾郡、茨城県西葛飾郡） ←古河県、関宿県、葛飾県、●小菅県、●壬生県、●岩槻県
  - 相馬郡（のちの千葉県南相馬郡、茨城県北相馬郡） ←関宿県、●土浦県、●高岡県、●一宮県、●淀県
  - 千葉郡（現千葉県） ←佐倉県、生実県、曾我野県、葛飾県、●龍ヶ崎県
  - 埴生郡（同上） ←佐倉県、葛飾県、●淀県
  - 印旛郡（同上） ←佐倉県、●高岡県、●淀県
- 美作国（ごく短期間のみ）
  - 久米南条郡のうち（現岡山県）[注釈 2] ←古河県
- 摂津国（ごく短期間のみ）
  - 島下郡のうち（現大阪府）[注釈 3] ←古河県
  - 西成郡のうち（同上）[注釈 4] ←古河県
  - 住吉郡のうち（同上）[注釈 5] ←古河県
  - 菟原郡のうち（現兵庫県）[注釈 6] ←古河県

## 歴代知事
- 1871年（明治4年）11月13日 - 1873年（明治6年）2月7日 ： 県令・河瀬秀治（元宮津藩士、前小菅県知事）
- 1873年（明治6年）2月7日 - 1873年（明治6年）6月15日 ： 権令・柴原和（元龍野藩士。木更津県権令を兼務）